# Hverfjall
Hverfjall (pronuncia: ˈkʰvɛːrˌfjatl̥) o Hverfell (pronuncia: ˈkʰvɛːrˌfɛtl̥) (che in lingua islandese significa: Monte della sorgente calda) è un vulcano situato nella regione del Norðurland eystra, nella parte nord-orientale dell'Islanda.

## Descrizione
Il vulcano Hverfjall ha la forma di un anello e appartiene al sistema vulcanico del Krafla; è situato vicino al lago Mývatn (il lago dei moscerini), nella parte nord-orientale dell'Islanda.
Il cratere si è formato circa 2500 anni fa in seguito a una imponente eruzione di tipo freatico-magmatico che ha provocato massicce esplosioni di vapore acqueo, innescatesi quando il magma caldo è entrato in contatto le acque sotterranee. Il rapido raffreddamento ha fatto assumere alla lava una struttura vetrosa. Si è così formato un anello di tefra con un diametro di circa 1 km e un'altezza compresa tra 90 e 150 metri. Il volume complessivo del materiale eruttato è stato di circa 250 milioni di m³. Molti strati di tefra sono stati prodotti da flussi piroclastici, e il tefra si è riversato su tutta l'area del lago Mývatn.

## Altri crateri di questo tipo
Sulla terra esistono solo pochi crateri di questo tipo. Il più piccolo Lúdent si trova circa 4 km a sud-est del Hverfjall. Altri esempi sono il Diamond Head e il Koko Head nelle Hawaii, oltre a piccoli esempi nel Fort Rock Basin, nell'Oregon, negli USA.

## Sentieri escursionistici sul Hverfjall
Il bordo del cratere del Hverfjall può essere salito solo tramite due sentieri escursionistici, uno a nord-ovest e l'altro da sud. Non è permesso abbandonare i sentieri né cercare vie alternative di ascesa per non distruggere la sensibile formazione geologica tufacea.